# Distritos de Damasco

Distritos de Damasco

La ciudad de Damasco está dividida a 15 distritos municipales (en árabe: البلدية al-Baladiyah). Estos distritos a su vez se dividen en 95 barrios (en árabe: الحي, al-Hayy).
Administrativamente, la gobernación de Damasco es una de las 14 gobernaciones de Siria, y está dividida en dos ciudades: la ciudad de Damasco y la ciudad de Yarmuk.
La mayoría de los actuales distritos fueron otrora pueblos independientes del Ghuta: Barzé, Mezzeh, Kafersuseh, Jobar... Con la expansión urbana de Damasco durante el siglo XX se anexaron hasta formar el actual municipio de Damasco. El distrito de Yarmuk tiene más autonomía que el resto, fue establecido en 1957 como campo de refugiados (مخيم اليرموك Mukhayyam al-Yarmūk) para acoger a inmigrantes palestinos tras la creación del Estado de Israel. Su nombre procede del río Yarmuk, donde ocurrió la batalla de Yarmuk.

## Distritos de Damasco
| Distrito                                                  | Población (2004) | Barrios |
| --------------------------------------------------------- | ---------------- | --- |
| Ciudad vieja de Damasco دمشق القديمة (Dimashq al-qadīmah) | 24.721           | 1. العمار al-'Amarah (2.451 habitantes) 2. لأمين al-Amin (3.220 hab.) 3. باب توما Bab Tuma (5.746 hab.) 4. الحميدية al-Hamidíe (208 hab.) 5. الحريقة al-Hariqa (266 hab.) 6. الجورة al-Jurah (2.583 hab.) 7. مأذنة الشحم Ma'azanat ash-Shahm (3.707 hab.) 8. القيمرية al-Qaymaríe (4.034 hab.) 9. شاغور جواني Shaghur al-Juwani (2.506 hab.) |
| Barzeh برزة (Brzah)                                       | 107.596          | - Al-Abbas (pop. 23,112) - Barza al-Balad (Pop. 31,634) - Ish al-Warwar (Pop. 20,458) - Al-Manara (pop. 10,199) - Masakin Barzeh (Pop. 15,705) - Un-Nuzha (pop. 6,488) |
| Dummar دمر (Dmmr)                                         | 96.962           | - Al-Arin (pop. 14,285) - Dahiyet Dummar (Pop. 18,739) - Dummar al-Gharbiyah (Pop. 30,031) - Dummar al-Sharqiyah (Pop. 19,739) - Al-Wuroud (pop. 14,167) |
| Jobar جوبر (Jūbar)                                        | 83.245           | - Jobar Gharbi (Pop. 17,799) - Jobar Sharqi (Pop. 42,430) - Al-Istiqlal (pop. 1,677) - Al-Ma soyuniyah (pop. 21,339) |
| Al-Qanawat القنوات (al-Qanaūāt)                           | 58.053           | - Ansari (Pop. 9,552) - Bab al-Jabiyah (Pop. 3,697) - Bab Sreijeh (Pop. 5,612) - Baramkeh (Pop. 14,969) - Al-Hijaz (pop. 5,572) - Mujtahid (Pop. 3,061) - Qanawat (Pop. 4,610) - Qabr Atikah (Pop. 7,213) - Al-Suwayqah (pop. 3,767) |
| Kafersuseh كفر سوسة (Kfrsūsah)                            | 113.968          | - Fardos (Pop. 34,861) - Al-Ikhlas (pop. 23,134) - Kafr Souseh al-Balad (Pop. 21,983) - Al-Liwan (pop. 20,109) - Mezzeh al-Basatin (Pop. 3,606) - Al-Waha (pop. 10,275) |
| Mezzeh المزة (al-Mezzah)                                  | 123.313          | - Al-Jalaa (pop. 3,514) - Fe'alat al-Gharbiyah (Pop. 12,393) - Fe'alat al-Sharqiyah (Pop. 13,776) - Mezzeh 86 (pop. 33,191) - Mezzeh al-Qadimeh (Pop. 13,555) - Mezzeh Jabal (Pop. 22,655) - Al-Rabwa (pop. 10,002) - Al-Sumariyah (pop. 14,227)                                                                                             |
| Al-Midán الميدان (al-Midan)                               | 177.456          | - Bab Masr (Pop. 11,330) - Daqaq (Pop. 10,858) - Al-Haqleh (pop. 8,076) - Al-Qa'un (pop. 11,791) - Midan al-Wastani (Pop. 23,745) - Al-Tadamon (pop. 86,793) - Az-Zahreh (Pop. 24,863) |
| Al-Muhajirín المهاجرين (Al-muhājirīn)                     | 55.510           | - Abu Rummaneh (6.421 hab.) - Un-Haboubi (pop. 5,453) - Al-Maliki (pop. 4,035) - Al-Marabit (pop. 6,474) - Al-Mastaba (pop. 9,620) - Al-Rawda (pop. 5,671) - Shura (Pop. 17,836) |
| Qabún القابون (al-Qābūn)                                  | 89.974           | - Al-Masaneh' (pop. 3,419) - Qaboun (Pop. 33,327) - Tishrin (Pop. 53,228) |
| Qadam القدم (al-Qadam)                                    | 95.944           | - Al-Asali (pop. 21,731) - Dahadil (Pop. 14,310) - Jouret al-Shreibati (8,836) - Al-Mustafa (pop. 9,218) - Al-Qadam (pop. 18,649) - Qadam Sharqi (Pop. 4,022) - Al-Sayyidah Aisha (pop. 19,178) |
| Rukeneddín ركن الدين (Rkn al-din)                         | 92.646           | - Asad anuncio-Alboroto (pop. 34,314) - Ayyubiyah (Pop. 13,089) - Al-Fayhaa (pop. 11,330) - Al-Naqshabandi (pop. 33,913) |
| Al-Salihíe الصالحية (al-Ṣālihīah)                         | 72.303           | - Abu Jarash (Pop. 12,798) - Al-Madaris (pop. 12,731) - Al-Mazra'un (pop. 6,818) - Qasyoun (Pop. 22,017) - Shaykh Muhyi Anuncio-Alboroto (pop. 11,502) - Ceniza-Shuhada (pop. 6,437) |

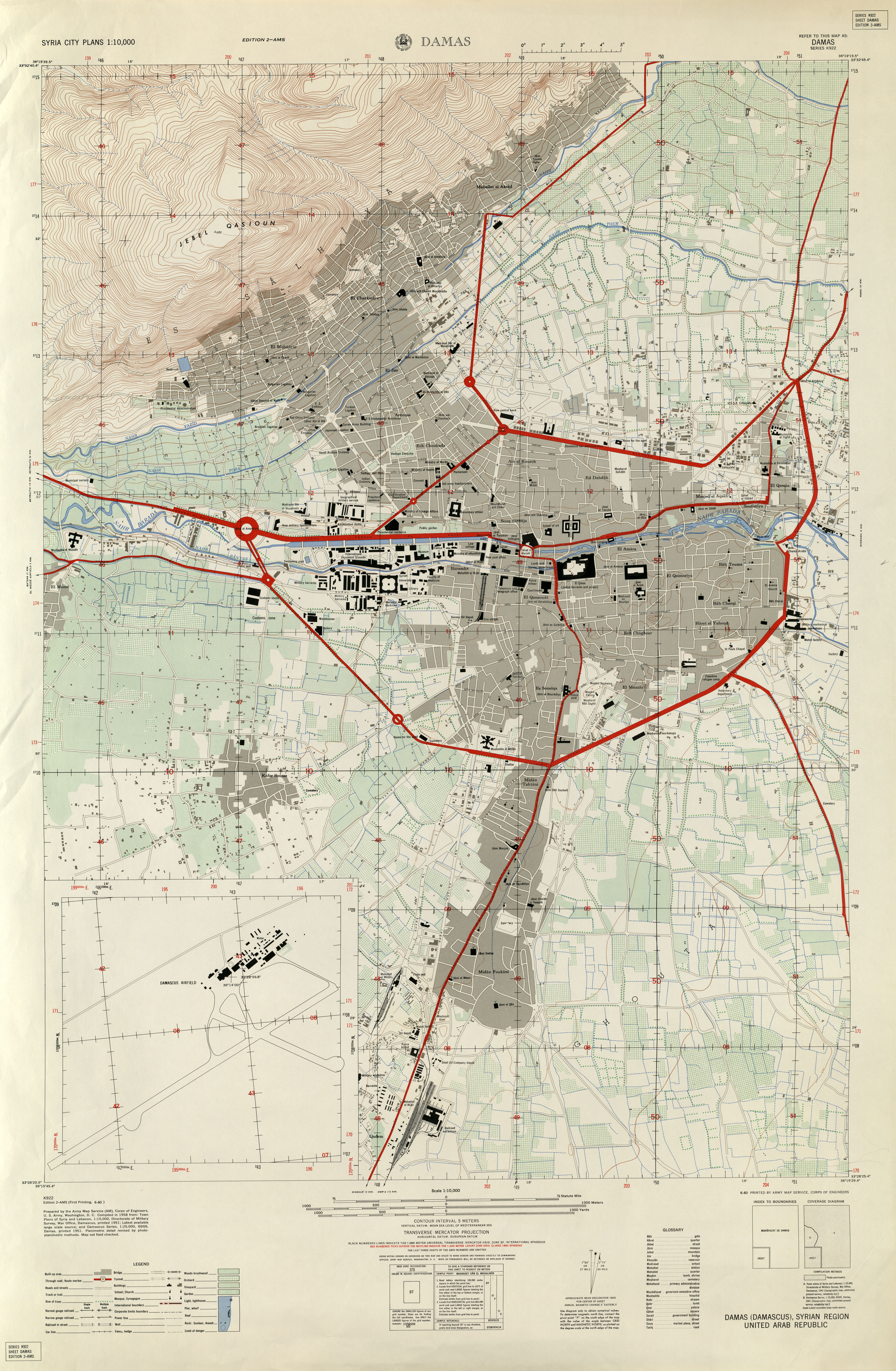
Mapa de Damasco en 1958 (de la armada estadounidense).

| Saruja ساروجة (Sārūjah)                                   | 83.814           | - Al-Adwi (pop. 16,088) - Amarah al-Barraniyah (Pop. 2,159) - Fares al-Khoury (pop. 8,970) - Masjid Aqsab (Pop. 14,148) - Al-Qassaa (pop. 11,467) - Al-Qusour (pop. 15,568) - Al-Uqaybah (pop. 8,813) - Sarouja (Pop. 6,601) |
| Ash-Shaghur الشاغور (al-Shāgūr)                           | 119.569          | - Bab Sharqi (Pop. 12,318) - Al-Bilal (pop. 21,408) - Ibn Asakir (Pop. 4,539) - Al-Nidal (15,588) - Rawdat al-Midan (Pop. 4,887) - Shaghour al-Barrani (Pop. 13,169) - Al-Wihdeh (pop. 29,553) - Az-Zuhur (Pop. 37,367) |
| Yarmuk يرموك (Īarmūk)                                     | 137.248          | - Al-Faluja (pop. 11,245) - Hittin (Pop. 47,922) - Al-Karmil (pop. 19,420) - Un-Naseriyah (pop. 17,272) - March 8.º (pop. 5,858) - Al-Taqqadum (pop. 35,531) |

## Historia
Todos los distritos fueron pueblos o aldeas del área metropolitana de Damasco, llamada El Ghuta, un oasis fértil gracias a las aguas del río Barada.